# Neutrofon
Neutrofon var en dansk elektronikvirksomhed, der blev grundlagt af civilingeniør Poul Petersen i 1922. I begyndelsen fungerede virksomheden som agentur for den amerikanske fabrik Western Electric. Snart forhandlede man også produkter fra det engelske Standard Electric. Man solgte transformatorer, forstærkere og højttalere.
Fabrikken lå først i Store Kirkestræde 1 i København, så fra september 1927 på Gammel Kongevej 33, dernæst fra 1935 på Møntmestervej 17 i Nordvestkvarteret, så fra 1950 på Guldborgvej 22 på Frederiksberg og slutteligt fra 1961 til 1962 på Valbygårdsvej 64 i Valby.
I 1925 fik firmaet navnet Neutrofon og begyndte at sælge radioer under betegnelsen Neutrodyn. En egen radioproduktion begyndte to år senere. Mange af komponenterne fremstillede man selv og solgte dem i øvrigt også. 
Fabrikkens radioer havde ofte betegnelsen Guldsegl eller Sølvsegl. Nogle af modellerne havde trykknapvalg af stationer, kaldet et æterklaver. Også navne som Diamant og Perle blev benyttet til flere modeller gennem tiden. 
Firmaet leverede senderen til Kalundborg. Senderen var fremstillet af Standard Electric. 
Besættelsen medførte problemer med forsyninger, og man startede en produktion af mikrofoner. Man begyndte også at fremstille udstyr til Værnemagten, hvilket medførte, at BOPA saboterede fabrikken 16. juni 1944. Holger Danske havde tidligere samme måned, den 1. juni 1944, foretaget en mislykket sabotage mod Neutrofon.
Tiden efter befrielsen var svær, Poul Petersen trak sig ud i 1947, og fabrikken gik konkurs i 1950. Firmaet blev overtaget af Amplidan. Fabrikant Hilmer Pedersen overtog nogen tid efter resterne af fabrikken og fortsatte produktionen under navnet Neutrofon. Det var en succes. Fra 1955 fremstillede man også fjernsynsapparater. 
I 1961 udbrød priskrig på tv, og firmaet blev overtaget af et investeringsselskab, der tømte det for værdier. Produktionen lukkede i 1962. Navnet levede videre nogle år, anbragt på importerede apparater.